# Paula Strasberg
Paula Strasberg (* 1909 in New York als Paula Miller; † 29. April 1966 ebenda) war eine US-amerikanische Schauspiellehrerin und Schauspielerin. 

## Leben und Karriere
Paula Miller wurde in eine jüdische Familie in New York geboren. Zwischen 1928 und 1948 trat sie in über zwanzig Broadway-Stücken auf, was sie zu einer erfolgreichen Bühnenschauspielerin machte. In einem Film sollte sie hingegen nie mitspielen. 1934 heiratete sie den Schauspiellehrer Lee Strasberg, der als Begründer des Method Actings gilt. Er gründete das Actors Studio, an dem auch seine Frau als Lehrerin unterrichtete. Sie war zum Beispiel der Schauspielcoach von Marilyn Monroe, die sie bei Filmdrehs bis zu ihrem Tod 1962 begleitete, so etwa im Herbst 1958 bei Manche mögen’s heiß. Tony Curtis, neben Monroe Hauptdarsteller des Filmes, hatte keine guten Erinnerungen an Paula Strasberg:
„Sie [Marilyn Monroe] war in Begleitung von Paula Strasberg. Paula Strasberg war etwa 1,50 Meter groß, ziemlich stämmig, war ganz in Schwarz gekleidet und trug einen schwarzen Schirm (...) Jedes Mal wenn Marilyn mit [Regisseur] Billy Wilder sprach, stand Paula direkt daneben und machte Vorschläge. (...) Meinem Empfinden nach schröpfte und missbrauchte sie Marilyn – missbrauchen meine ich in dem Sinne, dass sie sie für ihre Zwecke einspannte. (...) Paula Strasberg bekam 1,500 Dollar die Woche und tat nichts weiter, als hinter Marilyn Monroe herzulaufen.“
Sie hatte zwei Kinder, die ebenfalls Schauspieler wurden, Susan Strasberg (1938–1999) und John Strasberg (* 1942). Sie starb im Jahre 1966 an Krebs. Sie liegt auf dem Westchester Hills Cemetery in Hastings-on-Hudson nahe New York begraben.
In dem 2011 veröffentlichten Film My Week with Marilyn wird Strasberg von Zoë Wanamaker verkörpert.